# Campionati del mondo di corsa campestre
I campionati del mondo di corsa campestre (nome ufficiale in inglese World Athletics Cross Country Championships) sono una competizione internazionale di corsa campestre, organizzata dalla World Athletics.
La manifestazione ha avuto cadenza annuale dal 1973, anno in cui ha sostituito i campionati internazionali di corsa campestre, detti anche cross delle nazioni (International Cross Country Championships), competizione nata nel 1903. Dal 2011 l'evento ha cadenza biennale.

## Edizioni
| Edizione | Anno | Città             | Nazione        | Data          | Sede                                    | Atleti partecipanti | Nazioni partecipanti |
| -------- | ---- | ----------------- | -------------- | ------------- | --------------------------------------- | ------------------- | -------------------- |
| 1        | 1973 | Waregem           | Belgio         | 17 marzo      | Hippodroom Waregem                      | 287                 | 21                   |
| 2        | 1974 | Monza             | Italia         | 16 marzo      | Mirabello                               | 269                 | 23                   |
| 3        | 1975 | Rabat             | Marocco        | 16 marzo      | Souissi Racecourse                      | 316                 | 26                   |
| 4        | 1976 | Chepstow          | Regno Unito    | 28 febbraio   | Chepstow Racecourse                     | 306                 | 21                   |
| 5        | 1977 | Düsseldorf        | Germania Ovest | 20 marzo      | Galopprennbahn Düsseldorf-Grafenberg    | 346                 | 22                   |
| 6        | 1978 | Glasgow           | Regno Unito    | 25 marzo      | Bellahouston Park                       | 360                 | 27                   |
| 7        | 1979 | Limerick          | Irlanda        | 25 marzo      | Greenpark Racecourse                    | 383                 | 27                   |
| 8        | 1980 | Parigi            | Francia        | 9 marzo       | Longchamp                               | 381                 | 28                   |
| 9        | 1981 | Madrid            | Spagna         | 28 marzo      | Hippodromo de la Zarzuela               | 460                 | 39                   |
| 10       | 1982 | Roma              | Italia         | 21 marzo      | Ippodromo delle Capannelle              | 382                 | 33                   |
| 11       | 1983 | Gateshead         | Regno Unito    | 20 marzo      | Riverside Park                          | 432                 | 35                   |
| 12       | 1984 | East Rutherford   | Stati Uniti    | 25 marzo      | Meadowlands Racetrack                   | 443                 | 40                   |
| 13       | 1985 | Lisbona           | Portogallo     | 24 marzo      | Sports Complex of Jamor                 | 574                 | 50                   |
| 14       | 1986 | Colombier         | Svizzera       | 23 marzo      | Planeyse Colombier                      | 671                 | 57                   |
| 15       | 1987 | Varsavia          | Polonia        | 22 marzo      | Służewiec                               | 576                 | 47                   |
| 16       | 1988 | Auckland          | Nuova Zelanda  | 26 marzo      | Ellerslie Racecourse                    | 443                 | 41                   |
| 17       | 1989 | Stavanger         | Norvegia       | 19 marzo      | Scanvest Ring                           | 568                 | 41                   |
| 18       | 1990 | Aix-les-Bains     | Francia        | 25 marzo      | Hippodrome de Marlioz                   | 618                 | 59                   |
| 19       | 1991 | Anversa           | Belgio         | 24 marzo      | Linkeroever                             | 633                 | 51                   |
| 20       | 1992 | Boston            | Stati Uniti    | 21 marzo      | Franklin Park                           | 580                 | 53                   |
| 21       | 1993 | Amorebieta-Etxano | Spagna         | 28 marzo      | Jaureguibarría Course                   | 653                 | 54                   |
| 22       | 1994 | Budapest          | Ungheria       | 26 marzo      | Kincsem Park                            | 760                 | 60                   |
| 23       | 1995 | Durham            | Regno Unito    | 25 marzo      | Università di Durham                    | 619                 | 58                   |
| 24       | 1996 | Stellenbosch      | Sudafrica      | 23 marzo      | Danie Craven Stadium                    | 669                 | 65                   |
| 25       | 1997 | Torino            | Italia         | 23 marzo      | Parco del Valentino                     | 725                 | 72                   |
| 26       | 1998 | Marrakech         | Marocco        | 21 - 22 marzo | Menara district                         | 707                 | 66                   |
| 27       | 1999 | Belfast           | Regno Unito    | 27 - 28 marzo | Barnett Demesne                         | 759                 | 66                   |
| 28       | 2000 | Vilamoura         | Portogallo     | 18 - 19 marzo | Sporting Complex of Vilamoura           | 806                 | 76                   |
| 29       | 2001 | Ostenda           | Belgio         | 24 - 25 marzo | Hippodrome Wellington                   | 790                 | 67                   |
| 30       | 2002 | Dublino           | Irlanda        | 23 - 24 marzo | Leopardstown Racecourse                 | 664                 | 59                   |
| 31       | 2003 | Losanna           | Svizzera       | 29 - 30 marzo | L'Institut Équestre National d'Avenches | 605                 | 65                   |
| 32       | 2004 | Bruxelles         | Belgio         | 20 - 21 marzo | Ossegem Park                            | 673                 | 72                   |
| 33       | 2005 | Saint-Galmier     | Francia        | 19 - 20 marzo | Hippodrome Joseph Desjoyaux             | 695                 | 72                   |
| 34       | 2006 | Fukuoka           | Giappone       | 1º - 2 aprile | Umi-no-nakamichi Seaside Park           | 574                 | 59                   |
| 35       | 2007 | Mombasa           | Kenya          | 24 marzo      | Mombasa Golf Course                     | 470                 | 63                   |
| 36       | 2008 | Edimburgo         | Regno Unito    | 30 marzo      | Holyrood Park                           | 448                 | 57                   |
| 37       | 2009 | Amman             | Giordania      | 28 marzo      | Al Bisharat Golf Course                 | 461                 | 59                   |
| 38       | 2010 | Bydgoszcz         | Polonia        | 28 marzo      | Myślęcinek Park                         | 437                 | 51                   |
| 39       | 2011 | Punta Umbría      | Spagna         | 20 marzo      | Polideportivo Antonio Gil Hernández     | 423                 | 51                   |
| 40       | 2013 | Bydgoszcz         | Polonia        | 24 marzo      | Myślęcinek Park                         | 398                 | 41                   |
| 41       | 2015 | Guiyang           | Cina           | 28 marzo      | Guiyang Horse Racing Circuit            | 410                 | 51                   |
| 42       | 2017 | Kampala           | Uganda         | 26 marzo      | Kololo Independence Grounds             | 557                 | 59                   |
| 43       | 2019 | Aarhus            | Danimarca      | 30 marzo      | Museo Moesgård                          | 520                 | 63                   |
| 44       | 2023 | Bathurst          | Australia      | 18 febbraio   | Mount Panorama Circuit                  | 403                 | 46                   |
| 45       | 2024 | Belgrado          | Serbia         | N.D.          |                                         |                     |                      |
| 46       | 2026 | Tallahassee       | Stati Uniti    |               |                                         |                     |                      |

## Albo d'oro

### Competizioni individuali

#### Corsa lunga seniores
| Anno | Corsa maschile            | Corsa femminile      |
| ---- | ------------------------- | -------------------- |
| 1973 | Pekka Päivärinta          | Paola Pigni          |
| 1974 | Erik De Beck              | Paola Pigni          |
| 1975 | Ian Stewart               | Julie Brown          |
| 1976 | Carlos Lopes              | Carmen Valero        |
| 1977 | Léon Schots               | Carmen Valero        |
| 1978 | John Treacy               | Grete Waitz          |
| 1979 | John Treacy               | Grete Waitz          |
| 1980 | Craig Virgin              | Grete Waitz          |
| 1981 | Craig Virgin              | Grete Waitz          |
| 1982 | Mohamed Kedir             | Maricica Puică       |
| 1983 | Bekele Debele             | Grete Waitz          |
| 1984 | Carlos Lopes              | Maricica Puică       |
| 1985 | Carlos Lopes              | Zola Budd            |
| 1986 | John Ngugi                | Zola Budd            |
| 1987 | John Ngugi                | Annette Sergent      |
| 1988 | John Ngugi                | Ingrid Kristiansen   |
| 1989 | John Ngugi                | Annette Sergent      |
| 1990 | Khalid Skah               | Lynn Jennings        |
| 1991 | Khalid Skah               | Lynn Jennings        |
| 1992 | John Ngugi                | Lynn Jennings        |
| 1993 | William Sigei             | Albertina Dias       |
| 1994 | William Sigei             | Hellen Chepngeno     |
| 1995 | Paul Tergat               | Derartu Tulu         |
| 1996 | Paul Tergat               | Gete Wami            |
| 1997 | Paul Tergat               | Derartu Tulu         |
| 1998 | Paul Tergat               | Sonia O'Sullivan     |
| 1999 | Paul Tergat               | Gete Wami            |
| 2000 | Mohammed Mourhit          | Derartu Tulu         |
| 2001 | Mohammed Mourhit          | Paula Radcliffe      |
| 2002 | Kenenisa Bekele           | Paula Radcliffe      |
| 2003 | Kenenisa Bekele           | Werknesh Kidane      |
| 2004 | Kenenisa Bekele           | Benita Johnson       |
| 2005 | Kenenisa Bekele           | Tirunesh Dibaba      |
| 2006 | Kenenisa Bekele           | Tirunesh Dibaba      |
| 2007 | Zersenay Tadese           | Lornah Kiplagat      |
| 2008 | Kenenisa Bekele           | Tirunesh Dibaba      |
| 2009 | Gebregziabher Gebremariam | Florence Kiplagat    |
| 2010 | Joseph Ebuya              | Emily Chebet         |
| 2011 | Imane Merga               | Vivian Cheruiyot     |
| 2013 | Japhet Kipyegon Korir     | Emily Chebet         |
| 2015 | Geoffrey Kamworor         | Agnes Tirop          |
| 2017 | Geoffrey Kamworor         | Irene Chepet Cheptai |
| 2019 | Joshua Cheptegei          | Hellen Obiri         |
| 2023 | Jacob Kiplimo             | Beatrice Chebet      |

#### Corsa breve seniores
| Anno | Corsa maschile  | Corsa femminile  |
| ---- | --------------- | ---------------- |
| 1998 | John Kibowen    | Sonia O'Sullivan |
| 1999 | Benjamin Limo   | Jackline Maranga |
| 2000 | John Kibowen    | Kutre Dulecha    |
| 2001 | Enock Koech     | Gete Wami        |
| 2002 | Kenenisa Bekele | Edith Masai      |
| 2003 | Kenenisa Bekele | Edith Masai      |
| 2004 | Kenenisa Bekele | Edith Masai      |
| 2005 | Kenenisa Bekele | Tirunesh Dibaba  |
| 2006 | Kenenisa Bekele | Gelete Burka     |

### Competizioni a squadre

#### Corsa lunga seniores
| Anno | Corsa maschile | Corsa femminile  |
| ---- | -------------- | ---------------- |
| 1973 | Belgio         | Inghilterra      |
| 1974 | Belgio         | Inghilterra      |
| 1975 | Nuova Zelanda  | Stati Uniti      |
| 1976 | Inghilterra    | Unione Sovietica |
| 1977 | Belgio         | Unione Sovietica |
| 1978 | Francia        | Romania          |
| 1979 | Inghilterra    | Stati Uniti      |
| 1980 | Inghilterra    | Unione Sovietica |
| 1981 | Etiopia        | Unione Sovietica |
| 1982 | Etiopia        | Unione Sovietica |
| 1983 | Etiopia        | Stati Uniti      |
| 1984 | Etiopia        | Stati Uniti      |
| 1985 | Etiopia        | Stati Uniti      |
| 1986 | Kenya          | Inghilterra      |
| 1987 | Kenya          | Stati Uniti      |
| 1988 | Kenya          | Unione Sovietica |
| 1989 | Kenya          | Unione Sovietica |
| 1990 | Kenya          | Unione Sovietica |
| 1991 | Kenya          | Kenya            |
| 1992 | Kenya          | Kenya            |
| 1993 | Kenya          | Kenya            |
| 1994 | Kenya          | Portogallo       |
| 1995 | Kenya          | Kenya            |
| 1996 | Kenya          | Kenya            |
| 1997 | Kenya          | Etiopia          |
| 1998 | Kenya          | Kenya            |
| 1999 | Kenya          | Etiopia          |
| 2000 | Kenya          | Etiopia          |
| 2001 | Kenya          | Kenya            |
| 2002 | Kenya          | Etiopia          |
| 2003 | Kenya          | Etiopia          |
| 2004 | Etiopia        | Etiopia          |
| 2005 | Etiopia        | Etiopia          |
| 2006 | Kenya          | Etiopia          |
| 2007 | Kenya          | Etiopia          |
| 2008 | Kenya          | Etiopia          |
| 2009 | Kenya          | Kenya            |
| 2010 | Kenya          | Kenya            |
| 2011 | Kenya          | Kenya            |
| 2013 | Etiopia        | Kenya            |
| 2015 | Etiopia        | Etiopia          |
| 2017 | Etiopia        | Kenya            |
| 2019 | Uganda         | Etiopia          |
| 2023 | Kenya          | Kenya            |

#### Corsa breve seniores
| Anno | Corsa maschile | Corsa femminile |
| ---- | -------------- | --------------- |
| 1998 | Kenya          | Marocco         |
| 1999 | Kenya          | Francia         |
| 2000 | Kenya          | Portogallo      |
| 2001 | Kenya          | Etiopia         |
| 2002 | Kenya          | Etiopia         |
| 2003 | Kenya          | Kenya           |
| 2004 | Etiopia        | Etiopia         |
| 2005 | Etiopia        | Etiopia         |
| 2006 | Kenya          | Etiopia         |

## Plurivincitori

### Uomini
- Kenenisa Bekele (11 vittorie)
- John Ngugi (5 vittorie)
- Paul Tergat (5 vittorie)
- Carlos Lopes (3 vittorie)
- Craig Virgin (2 vittorie)
- John Kibowen (2 vittorie)
- John Treacy (2 vittorie)
- Khalid Skah (2 vittorie)
- Mohammed Mourhit (2 vittorie)
- William Sigei (2 vittorie)
- Geoffrey Kamworor (2 vittorie)

### Donne
- Grete Waitz (5 vittorie)
- Tirunesh Dibaba (4 vittorie)
- Derartu Tulu (3 vittorie)
- Edith Masai (3 vittorie)
- Gete Wami (3 vittorie)
- Lynn Jennings (3 vittorie)
- Annette Sergent (2 vittorie)
- Carmen Valero (2 vittorie)
- Maricica Puică (2 vittorie)
- Paola Pigni (2 vittorie)
- Paula Radcliffe (2 vittorie)
- Sonia O'Sullivan (2 vittorie)
- Zola Budd (2 vittorie)